# Bersaglio umano (film 1960)
Bersaglio umano (The Walking Target) è un film del 1960 diretto da Edward L. Cahn.

## Trama
Quando Nick Harbin esce di prigione ci sono molte persone che si interessano di lui, e per un buon motivo: egli non ha mai rivelato dove ha nascosto i 260.000 dollari frutto della rapina per cui ha finito di scontare la pena. Oltre ai giornalisti affamati di scoop, l'investigatore della polizia Max Brodney, con un suo aiutante, gli sta alle calcagna, convinto che prima o poi Nick tenterà di riappropriarsi della refurtiva, che il poliziotto intende recuperare; ma anche Sue Mallory, l'ex-fidanzata di Nick, riappare nonostante il fatto che per i cinque anni della reclusione dell'uomo non sia mai andata a trovarlo in penitenziario, e tenta (con successo, inizialmente) di riallacciare i rapporti con lui; infine il vecchio amico Dave Prince lo accoglie calorosamente.
Ma appare che Sue è in realtà attualmente la fidanzata di Dave, il quale lavora per il potente gangster Arnie Hoffman, che gli ha promesso di lasciargli il 10% del bottino nel caso che riuscisse – tramite Sue – a farsi dire da Nick dove il denaro fosse stato nascosto. Nel frattempo Nick cerca di rintracciare Gail, la vedova di Sam Russo – suo riluttante ed indeciso complice nella rapina -, che era stato ucciso dalle forze dell'ordine mentre fuggiva – in tal modo mostrando la propria responsabilità nei fatti – da un interrogatorio. Nick ha dei sensi di colpa per avere coinvolto Sam nell'azione criminosa, conclusasi con la sua morte, ed intende ritrovare Gail – con la quale ai tempi esisteva un'intesa amorosa platonica (o una relazione pregressa), non portata a compimento proprio perché la donna era la moglie dell'amico Sam -, vuole ritrovarla nientedimeno che per consegnarle metà del denaro, una volta recuperato. E – ricorda Nick – il denaro si trovava proprio all'interno dell'automobile di Gail – e ad insaputa di lei -, là dove Sam, abile meccanico, l'aveva inserito saldando poi l'apertura del nascondiglio.
Quando Nick scopre la tresca fra Sue e Dave, e il vero motivo del loro apparente attaccamento a lui, egli viene rapito dalla coppia e portato da Hoffman; da lì riesce a fuggire e a recarsi là dove aveva appreso che Gail Russo si era trasferita: nell'(Immaginaria) cittadina di Gold City, in Arizona, dove Gail gestiva il ristorante di famiglia. Nick raggiunge Gail: fra i due si (ri-)stabilisce una relazione amorosa, ed entrambi concordano nel restituire alle autorità il maltolto, dopo averlo recuperato dall'auto, e nell'iniziare una nuova vita onesta assieme.
Ma le tracce di Nick erano state seguite da diverse persone: in primo luogo, ad arrivare al ristorante di Gold City sono Hoffman, col suo tirapiedi, e Dave; quando i malviventi iniziano le violenze per far rivelare alla coppia dove sia nascosto il denaro, arrivano pure l'investigatore Brodney col suo aiutante. Inizia uno scontro a fuoco, con diverse vittime: a rimanere completamente illesi, oltre ad Hoffman, sono Nick e Gail, che confermano a Brodney, ferito, la loro intenzione di restituire la refurtiva. 